# Kábúsz Szultán-díj a Környezet Megóvásáért
A Kábúsz Szultán-díj a Környezet Megóvásáért (Sultan Qaboos Prize for Environmental Preservation) kétévente kiosztott környezetvédelmi kitüntetés.

## Leírása
A díjat az ománi szultán, Kábúsz bin Szaíd alapította, és az UNESCO (az Egyesült Nemzetek Szervezetének Nevelésügyi, Tudományos és Kulturális Szervezete) ítéli oda. A díj célja, „hogy elismerje a környezet megóvásáért elkötelezett személyek, csoportok, intézmények vagy szervezetek kimagasló tevékenységét, ami az UNESCO elveivel, céljaival és e területen indított programjaival összhangban van”. A jelölésre tagállamok, nemzetközi szervezetek és az UNESCO-val konzultatív státuszban lévő nem-kormányzati szervezetek jogosultak.
A díj oklevélből és 20 000 dollár összegű pénzjutalomból áll, melynek fedezetét Kábúsz szultán 250 000 dolláros alapítványa biztosítja.
A 2009-es díjátadás a november 5. és 7. között tartott IV. Tudományos Világfórum ülésén, Budapesten történt meg, melynek időpontja a Tudomány Világnapja a Békéért és Fejlődésért (november 10.) dátumához igazodik.

## A díjazottak
- 1991: Mexikói Ökológiai Intézet
- 1993: Jan Jeník (Csehország)
- 1995: Malawi-tó Nemzeti Park (Malawi).
- 1997: Alexandriai Egyetem Környezettudományi Intézete (Egyiptom), valamint a Srí Lanka-i Erdészeti Minisztérium.
- 1999: Charles Darwin Alapítvány (Ecuador)
- 2001: Környezetvédelmi Önkéntesek Csádi Alapítványa .
- 2003: Venezuelai Ökológiai Központ, valamint Peter Johan Schei (Norvégia).
- 2005: Nagy Korallzátony Tengeri Park Hivatala (Ausztrália), valamint Ernesto Enkerlin (Mexikó).
- 2007: Biodiverzitás-megőrzési Intézet (Etiópia), valamint Julius Oszlanyi (Szlovákia).
- 2009: A spanyol Környezetvédelmi, Mezőgazdasági és Tengerügyi Minisztérium Nemzeti Parkok Szervezete (OAPN)
- 2011 Nigéria Erdőkutatási Intézet
- 2013 Állami Erdők Nemzeti Erdészet Holding, Lengyelország ( POL), továbbá a Dél-afrikai Veszélyeztetett Vadvilág Alap ( RSA)
- 2015  Fabio A. Kalesnik, Horacio Sirolli, valamint Luciano Iribarren a Wetlands Ecology Research Group munkatársai a Buenos Aires-i Egyetemről, Argentína ( ARG)

## Külső hivatkozások
- UNESCO: Sultan Qaboos Prize for Environmental Preservation[halott link]
- Magyar UNESCO Bizottság honlapja – UNESCO-díjak[halott link]